# Manuel Carlos Piar

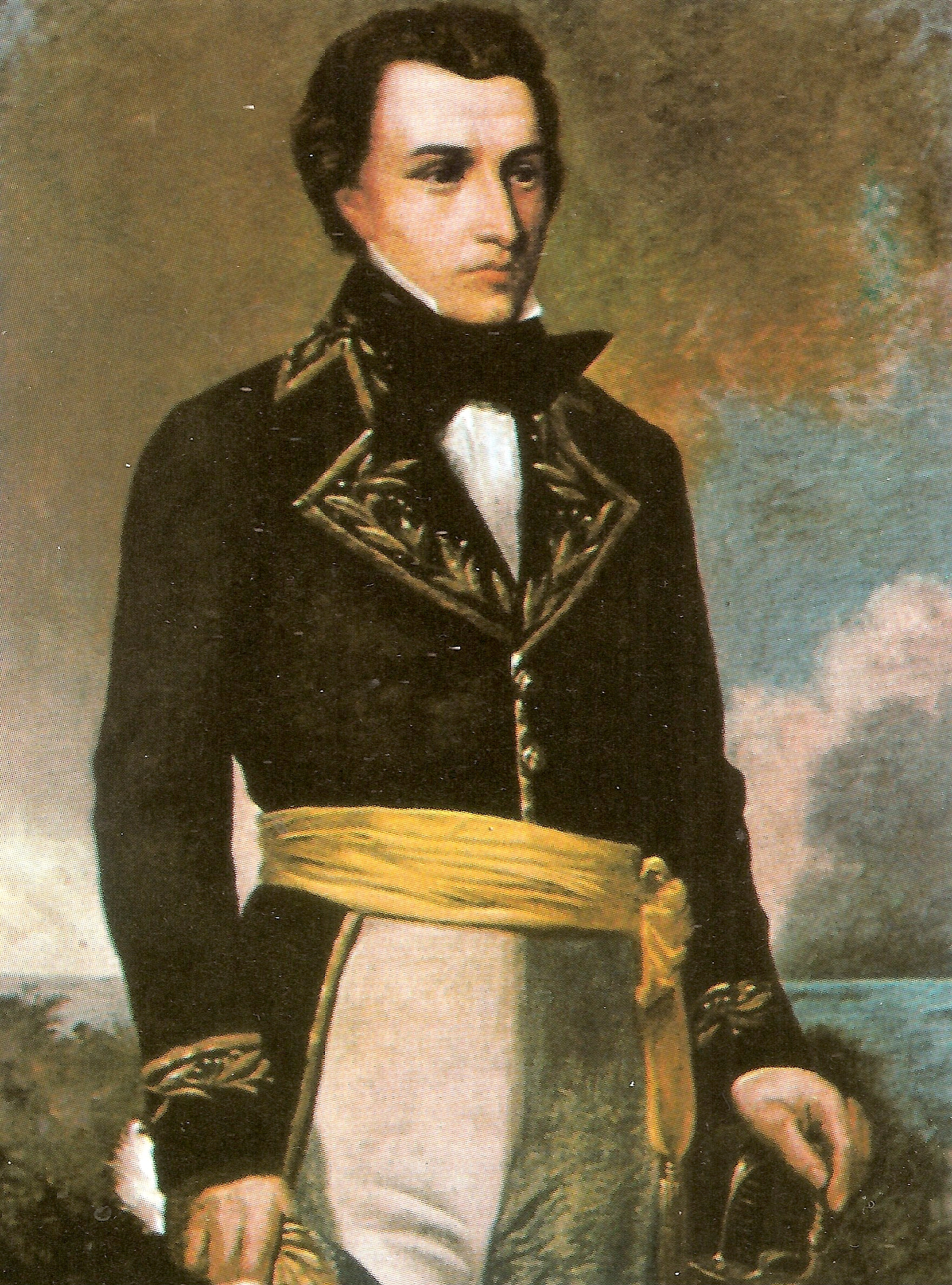
Manuel Carlos Piar

Manuel Carlos Piar (Willemstad (Curaçao), 28 april 1774 – Angostura (Venezuela), 16 oktober 1817) was een Curaçaoënaar die het tot opperbevelhebber van het Venezolaanse leger bracht tijdens de Venezolaanse onafhankelijkheidsoorlog. 
Zijn vader was een Spaanse zeeman, Ferdinand Piar, en zijn moeder, Maria Isabel Gomez, een mulattin. Piar groeide op in Otrobanda in de Rifwaterstraat. Hij slaagde erin om ondanks zijn lage afkomst zichzelf te ontwikkelen en verschillende talen eigen te maken. Hij was betrokken bij een succesvolle poging om de Britten van Curaçao te weren in 1803 en de slavenopstand in Haïti in 1805.
Als bevelhebber van het Venezolaanse leger slaagde hij er in om de Spanjaarden in de veldslagen bij El Juncál en San Felix te verslaan. De laatste overwinning gaf de opstandingen die op dat ogenblik in het defensief waren gedwongen een nieuwe implus. Piars manschappen, bevrijde slaven en soldaten uit Haïti traden mededogenloos op tegen hun tegenstanders en met name blanken.
Dit en zijn streven naar gelijkberechting van de Mulatten bracht hen ten slotte in conflict met de blanke elite die de opstand leidde. Piar weigerde zich nog naar de opdrachten van Simón Bolívar te voegen.
Als gevolg daarvan werd Piar op instigatie van Bolívar voor de krijgraad gebracht. Als president van de krijgsraad trad niemand minder dan Piars landgenoot Pedro Luis Brión op.

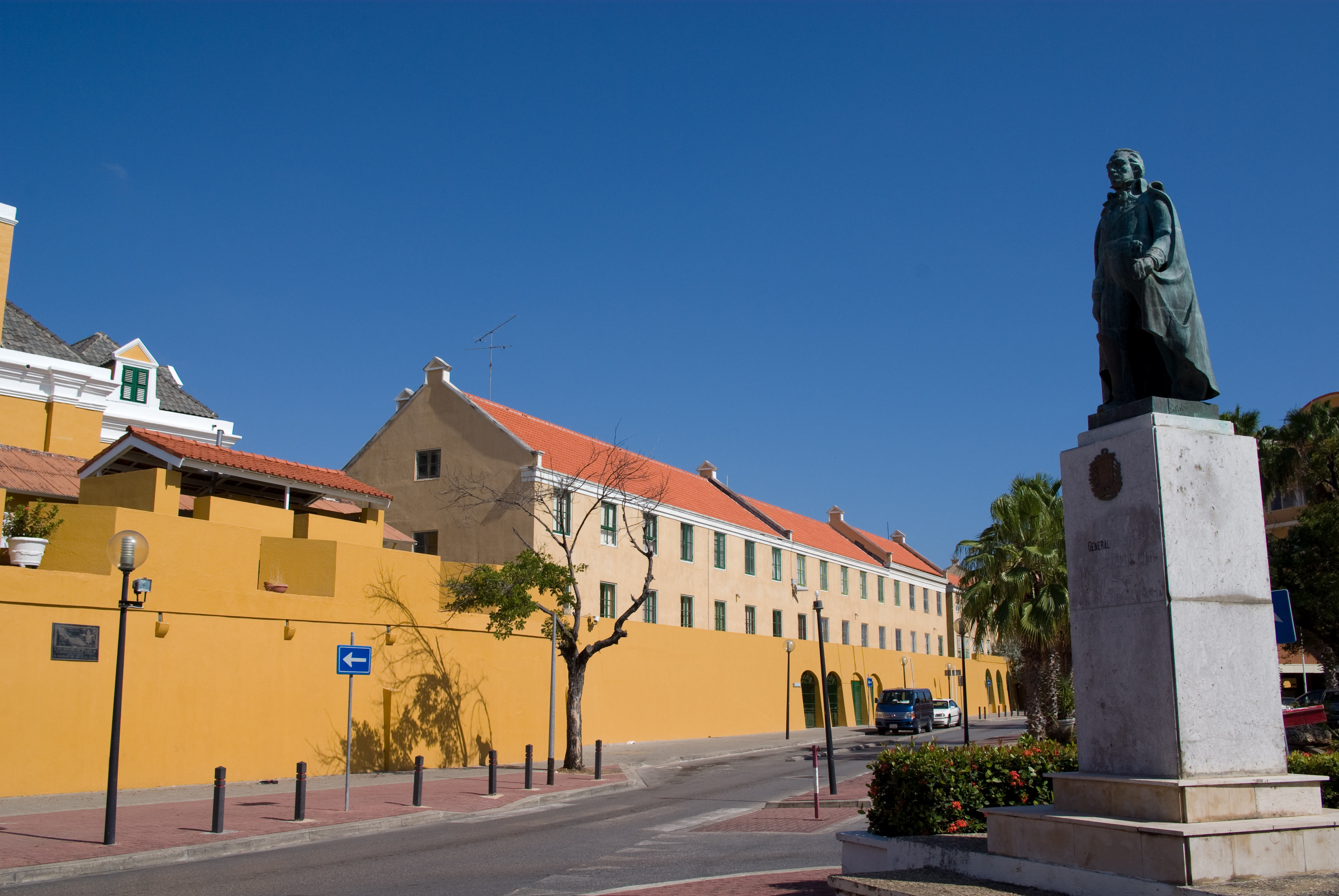
In 1963 schonk Venezuela aan Curaçao het standbeeld van Manuel Piar van de kunstenaar Santiago Poletto Lamberti. Dit standbeeld staat opgesteld op Plaza Piar, nabij Fort Amsterdam in Willemstad.

Hij werd ter dood veroordeeld en op 16 oktober 1817 ter dood gebracht door een vuurpeloton tegen de muur van de kathedraal van Angostura. De dood van Piar wordt algemeen gezien als een zwarte bladzijde in de Venezolaanse onafhankelijkheidsoorlog en een vlek op het blazoen van Simón Bolívar. Die laatste zag dat zelf ook zo. Hij had besloten om de executie niet bij te wonen maar bij zijn bureau te blijven. Toen hij de schoten hoorde, barstte hij in tranen uit en zei: He derramado mi propia sangre, "ik heb mijn eigen bloed vergoten".
In het huidige Venezuela is Piar door zijn huidskeur en zijn strijd voor emanicipatie van de mulatten een belangrijk symbool figuur. President Hugo Chavez heeft een belangrijk sociaal project de naam Manuel Carlos Piar gegeven.
Sedert 2020 is Piar, tezamen met Louis Brion en Simón Bolívar, opgenomen in een van de vijftig vensters van de Canon van Curaçao als zijnde de helden van de Zuid-Amerikaanse onafhankelijkheidsstrijd.